# بالدترس
بالدترس (به اسپانیایی: Valdetorres) یک شهرستان در اسپانیا است که در استان باداخس واقع شده‌است.